# 譜第
譜第、譜代（ふだい）は、父から子へ、子から孫へというように同一血統の中で正しく継承が行われてきた家系及び、その族姓・系統の正しさを証明する系譜類などを指す。また、特定の主家に代々仕えてきた家臣の系統を指して「譜第の臣」「譜第の者」などとも称した。なお、中世以後には譜代という表記も用いられた。なお、『令集解』職員令治部省条には『古記』を引用して、“譜第”を「天下人民の本姓の札名（ふだな）也」と定義している。

## 概要
「譜第」と言う言葉は『日本書紀』顕宗天皇紀に記載されており、遅くとも奈良時代には存在していた。また、郡司の選任において選叙令では「才用」を重視する旨が記載されていたが、実際には古代豪族の末裔である譜第郡司の起用がしばしば行われており、平安初期以後は譜第であることが任用の要件とされるようになった。また、軍毅でも譜第であることが重要視された。このため、治部省は「軍毅譜第帳」、式部省は「郡司譜第牒」を諸国に命じている。また、治部省の職掌の1つに氏族の譜第に関する紛争の処理があり、こうした譜第帳（牒）や譜第図（譜図）と呼ばれる図帳類を参考に審議が行われたものと考えられている。

## 武家社会

### 鎌倉時代
官職・地位の世襲化が進むと、官職や地位、それに伴う家学・武芸などの技能が1つの家系の間で継承されるようになる。特に武家の主従間では、代々同一の棟梁の家に仕える武士を「譜代重大の家」と呼んでこれを重んじた。『平家物語』においては「譜代弓箭の兵略を継ぐ」という用例が現れ、『吾妻鏡』には大庭景親を「源家譜代御家人」と呼称している（治承4年9月3日（1180年9月23日）条）。鎌倉時代後期には、執権北条氏が幕政の権限を握って北条氏譜代の家臣を「御内人」と呼んで、一般の御家人である「外様」と区別した。

### 室町時代
室町幕府でも足利将軍家に服属する守護大名の格式を「譜代」と「外様」に分けて明示し、それが有職故実（武家故実）として個々の武家でも用いられた。
また、守護大名や国人領主の家中においても、「譜代」と「外様」の家臣の違いがあり、外様の家臣は主家の興亡において去就の自由があったのに対し、譜代の家臣は主家と運命を共にする義務があったとされる。戦国時代の藤堂高虎は「武士たるもの七度主君を変えねば武士とは言えぬ」と述べているが、それが許されたのは外様の家臣であればこそであった（むろん、そういう規範から外れた行動を取った者は、当然ながら存在する。藤堂高虎自身も主君・豊臣秀保死去の際に、それに殉じる形で一旦出家している）。

### 江戸時代
江戸幕府においては、関ヶ原の戦い以前から徳川氏（松平氏）に仕えて大名に列した者を譜代大名、それ以後に徳川氏に臣従した大名（外様大名）と区別した。譜代大名はほとんどが10万石以下であり、5万石以下の大名も多かったが、幕閣に就けるのは一部例外を除いては譜代大名に限られていたために老中などの要職について幕府内において大きな権力を振るう者もあった。ただし、譜代大名及び旗本の間でも徳川氏に仕官する時期によって三河衆・近国衆・関東衆と分ける慣例もあり、複雑な構図になっていた。
また、諸藩においても家臣の出仕時期による譜代・外様の別、譜代の区分が存在した（加賀藩においては譜代に相当する家臣は「本座者」と呼ばれ、筑前藩においては最古参の家臣は「大譜代」と呼ばれた）。農村においても本百姓に隷属する譜代下人（譜代奉公人）と呼ばれる人々たちが存在していた。

## 朝廷
朝廷でも武家故実の影響を受けて中世末期より、天皇との親疎関係によって譜代に相当する内々衆と外様衆に分けられ、江戸時代には内々衆と外様衆に属する堂上家が固定化されるようになった。

## 商家
中世以降、商業が活発になると譜代下人などの形態も見られるようになる。下人の雇用形態は、江戸時代にはいると年季奉公などが主流になるも、親が世話になった商家に子が丁稚奉公に入るなど、譜代的な労働形態も存在した。